# Ichthyovenator laosensis
Ichthyovenator laosensis es la única especie conocida del género extinto Ichthyovenator ("cazador de peces") de dinosaurio terópodo espinosáurido, que vivió a finales del período Cretácico inferior, hace aproximadamente 125 millones de años durante el Aptiense, en lo que ahora es Asia.  Al igual que otros miembros de su familia , tenía espinas neurales alargadas que formaban una vela en su espalda, aunque Ichthyovenator fue inusual debido a su particular curvatura ondulada y se dividió en dos sobre las caderas. Inicialmente se pensaba que Ichthyovenator pertenecía a la subfamilia Baryonychinae, pero análisis más recientes lo ubican en la Spinosaurinae.

## Descripción

Comparación de tamaño de espinosáuridos (Ichthyovenator en turquesa, primero desde la derecha) con un humano

En 2016, Gregory S. Paul estimó que Ichthyovenator tenía 8,5 metros de largo y un peso de 2 toneladas. Los descriptores determinaron algunos rasgos derivados únicos, autapomorfías, de Ichthyovenator. Hay una vela sinusoide presente en la espalda y la cadera. La columna vertebral de la penúltima vértebra dorsal tiene un 410% de la altura del centro vertebral. Su borde superior frontal presenta un proceso similar a un dedo. Las espinas de la tercera y cuarta vértebras sacras tienen forma de abanico. Los procesos laterales de la primera vértebra de la cola, cuando se ven desde arriba, tienen un perfil sinusoidal. Los lados de la primera vértebra de la cola están profundamente ahuecados entre las prezigapófisis y las diapófisis. El ilion es más largo en comparación con el hueso púbico que con cualquier otro terópodo conocido. Algunos rasgos adicionales son únicos dentro de Tetanurae. Las costillas de las últimas vértebras traseras se articulan con el complejo del esternón. En el borde posterior del hueso púbico, dos aberturas, el foramen obturador y una fenestra inferior , no están completamente cerradas, lo que las hace en muescas. El cuerpo principal del isquion es grande con una abertura en su lado. El eje del isquion se aplana lateralmente.

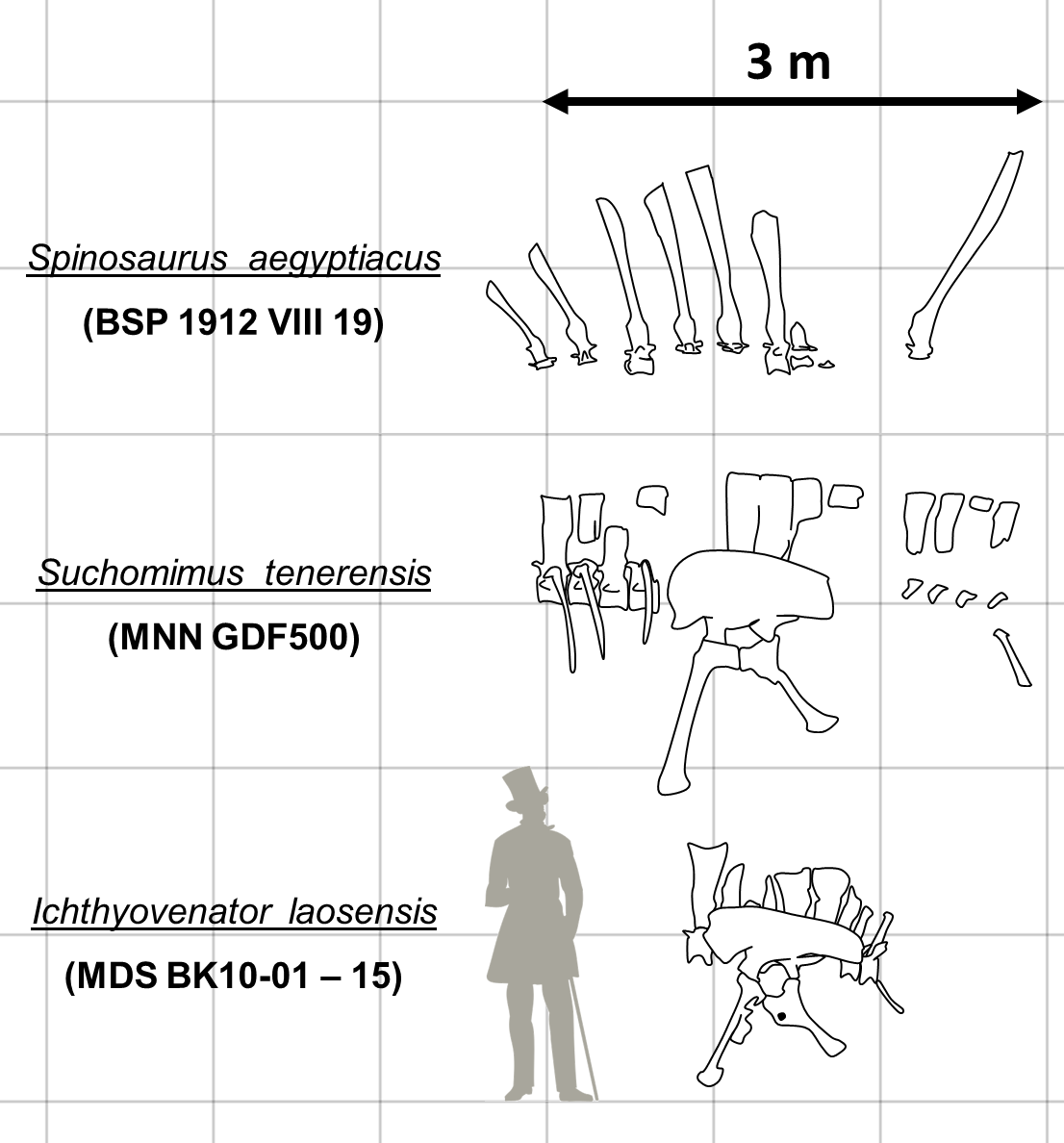
Comparación de la región pélvica y las velas de la espina neural de tres espinosáuridos (Ichthyovenator tercero desde la parte superior)

A diferencia de otros espinosáuridos, Ichthyovenator tiene al menos dos velas separadas. La columna vertebral conservada , de más de un metro de largo, muestra una espina muy alta en la penúltima, duodécima, vértebra posterior, que representa una cresta que se extiende desde la espalda y una vela redondeada más baja que se extiende desde las vértebras sacras. De la cadera, con su punto más alto por encima de los sacros tercero y cuarto. La espina larga de 54,6 centímetros. De la duodécima vértebra dorsal se ensancha hacia la parte superior, lo que le da una forma trapezoidal, mientras que las espinas de otros espinosáuridos son aproximadamente rectangulares. Su esquina frontal forma un proceso estrecho de 3 centímetros, Apuntando hacia arriba. La columna vertebral de la decimotercera vértebra dorsal solo se ha conservado parcialmente, y se han roto sus extremos superior e inferior. Sin embargo, de su forma general, los descriptores inferieron que era casi tan largo como la columna anterior. Esto implicaría que el borde posterior de la vela delantera formaría una esquina rectangular, ya que la columna vertebral de la primera vértebra sacra tiene unos 21 centímetros. Mucho más abajo, lo que crea un hiato repentino. La columna vertebral de la segunda vértebra sacra se curva abruptamente hacia arriba otra vez, uniendo las espinas en forma de abanico de 48 centímetros de alto del tercer y cuarto sacro. La espina del quinto sacro desciende gradualmente. Las espinas sacras no están fusionadas, ni tienen contactos extensos.

## Descubrimiento e investigación

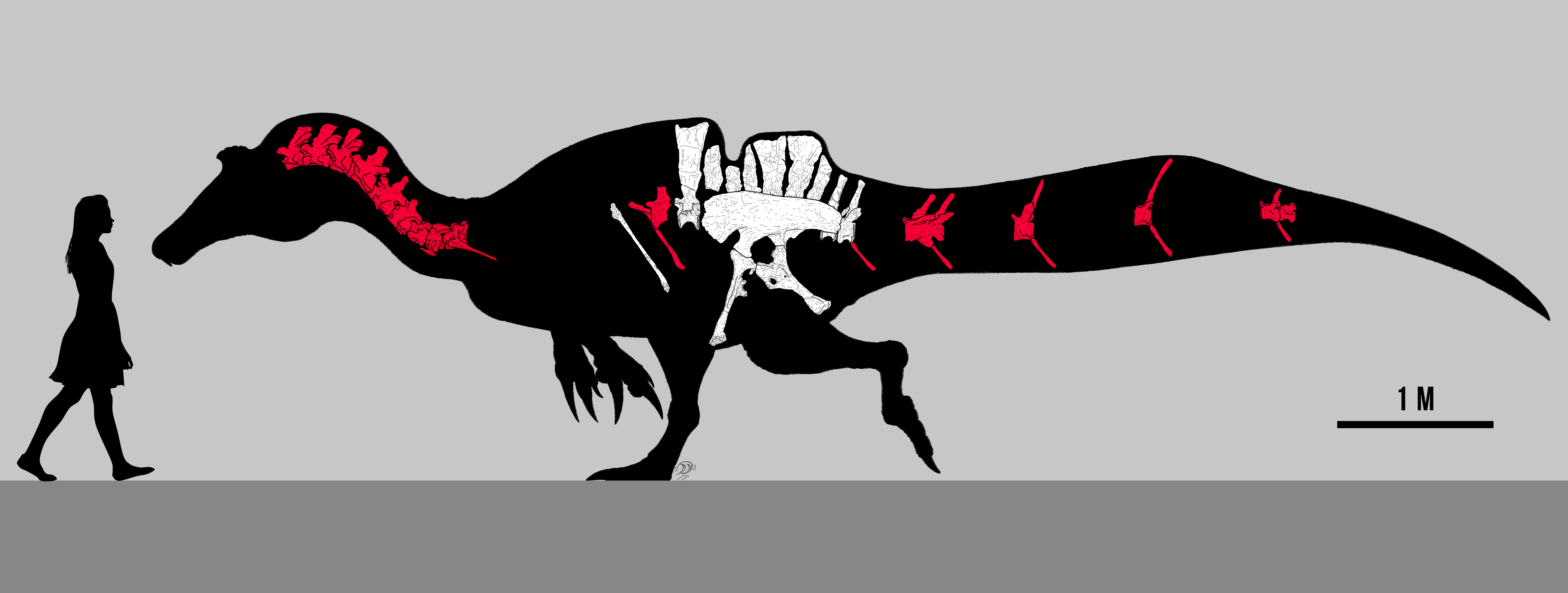
Diagrama esquelético con elementos del holotipo en blanco y material no descrito en rojo.

La especie tipo es Ichthyovenator laosensis, nombrado y descrito en 2012 por Ronan Allain, Tiengkham Xeisanavong, Philippe Richir y Bounsou Khentavong. Su nombre proviene de la combinación de los vocablos en griego ἰχθύς, ichthys,peces y del latín venator, cazador, en referencia a su probable estilo de vida piscívoro. El nombre específico se refiere a su procedencia de Laos. Ichthyovenator es el tercer espinosaurio nombrado de Asia , después del género tailandés Siamosaurus de 1986, y la especie china "Sinopliosaurus" fusuiensis en 2009.
Ichthyovenator está representado por un único holotipo o serie sintipo, designado con el número de muestras MDS BK10-01 - 15. Este fósil fue encontrado en 2010 en la formación Grès supérieurs de la cuenca Savannakhet en la provincia de Savannakhet, en una capa que es probablemente datada  del Aptiense. Se compone de un esqueleto parcial que carece del cráneo, e incluyendo la penúltima y última vértebra dorsal, cinco vértebras sacrales, las primeras de dos caudales, ambos iliones, tanto isquiones, un pubis derecho y una costilla posterior. Los huesos fueron recuperados de una superficie de menos de dos metros cuadrados. En el momento de la descripción de Ichthyovenator , las excavaciones en el sitio aún estaban en curso.
En 2014, Allain publicó un resumen de Journal of Vertebrate Paleontology sobre el género. Este resumen indicó que se encontraron restos adicionales del individuo original después de una excavación en 2012. Estos restos incluyen varios dientes no serrados, el pubis izquierdo y muchas vértebras, incluido un cuello casi completo. Sin embargo, este resumen no se ha publicado formalmente como un documento académico hasta 2018. Algunas de estas vértebras adicionales se compararon con las vértebras de otros espinosáuridos en un documento de 2015 centrado en su pariente africano Sigilmassasaurus.

## Clasificación

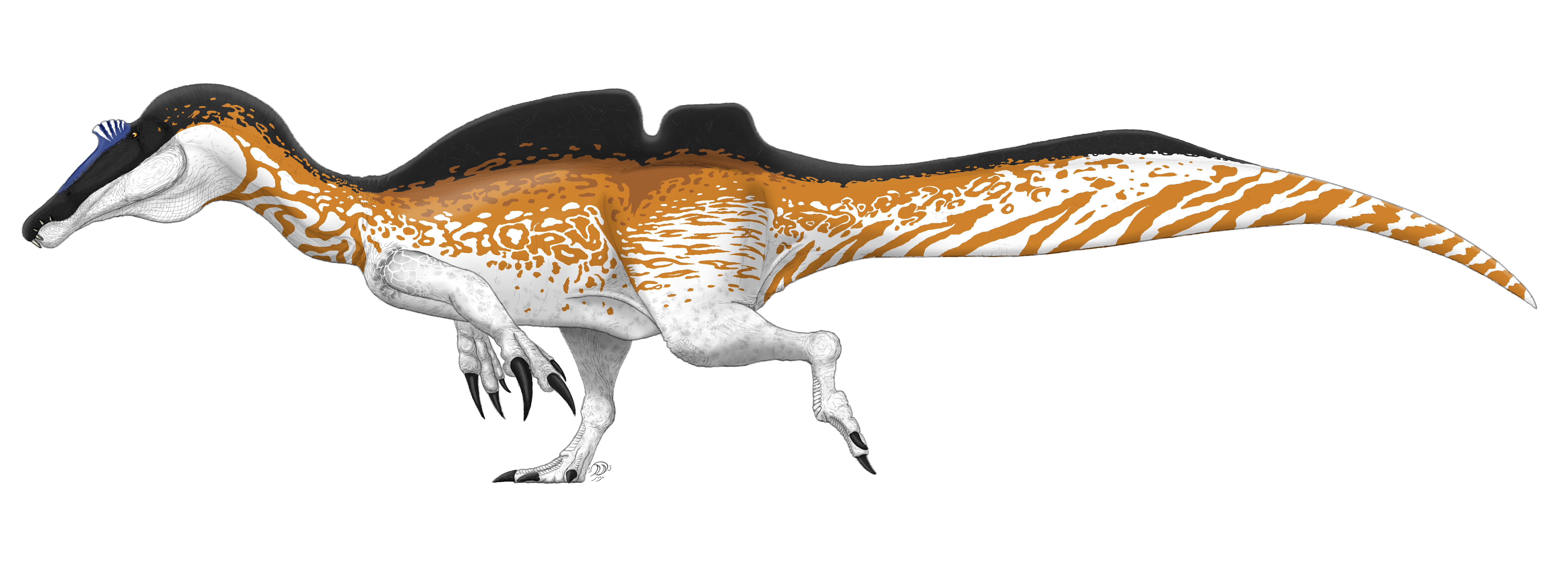
Reconstrucción de Ichthyovenator

Ichthyovenator fue asignado por sus descriptores iniciales a Spinosauridae, más precisamente a la subfamilia Baryonychinae en una posición basal como la especie hermana de un clado formado por Baryonyx y Suchomimus. En cambio, el resumen de 2014 encontró que Ichthyovenator era parte de la subfamilia Spinosaurinae, debido a la falta de denticulos en sus dientes y la posesión de vértebras con algunas similitudes con las de Sigilmassasaurus . Esta conclusión fue apoyada por Arden y sus colegas en 2018, quienes resolvieron Icthyovenator como miembro basal del grupo debido a su alta vela dorsal.
La investigadora Mickey Mortimer ha planteado la hipótesis de que Ichthyovenator puede no haber sido un espinosáurido en absoluto, en lugar de ser un carcarodontosáurido respaldado por la vela estrechamente relacionado con Concavenator. Sin embargo, esta hipótesis no ha sido publicada en un entorno académico.

### Filogenia
A continuación se muestra un cladograma que sigue los resultados del análisis de 2018 realizado por Arden et al..

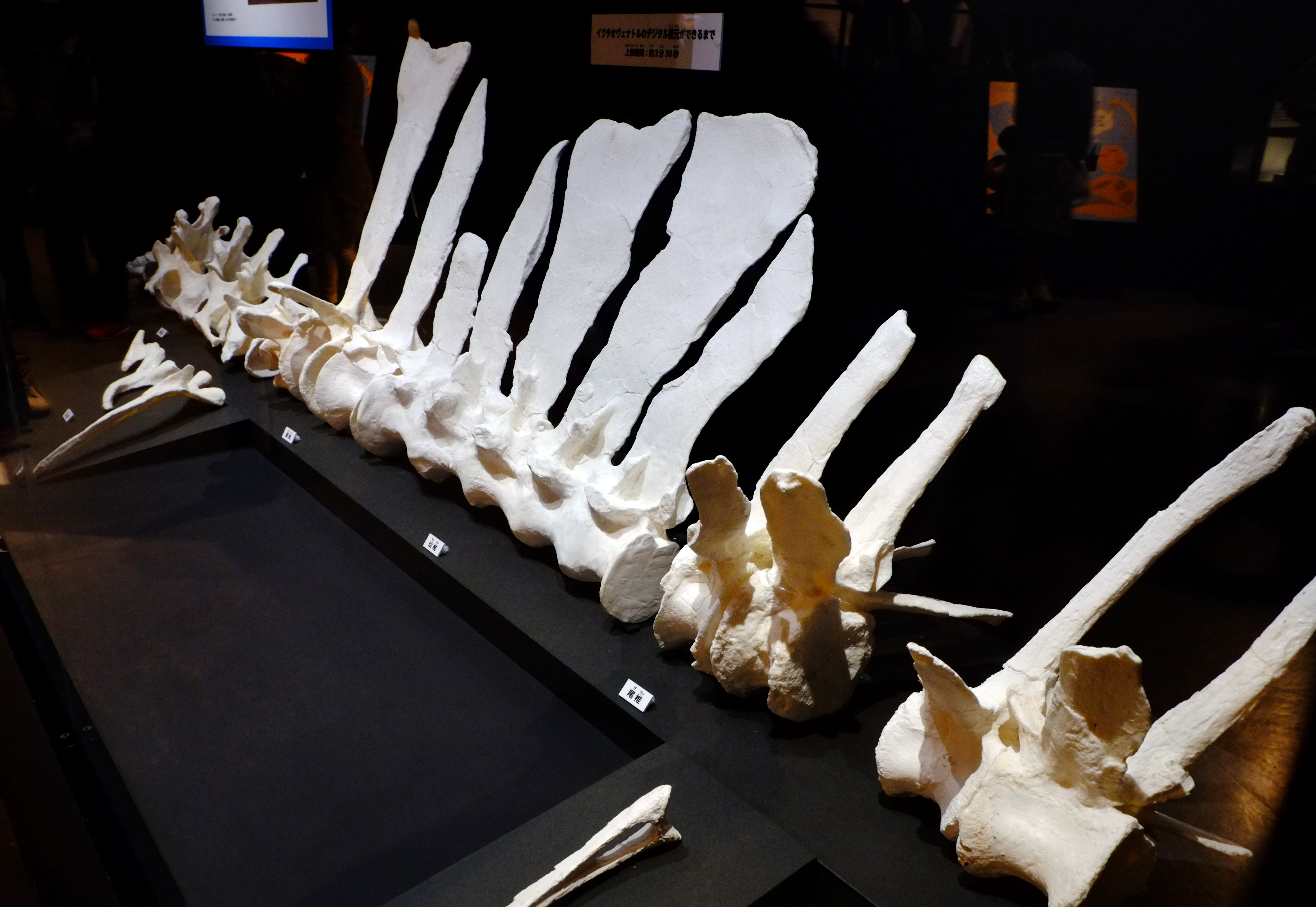
Molduras de las vértebras tipo mostradas desde atrás.

|  | Baryonyx walkeri      |
|  |                       |
|  | Suchomimus tenerensis |
|  |                       |

|              | Irritator challengeri |
|              | |
|              | Oxalaia quilombensis |
|              | |
| Spinosaurini | \| \| Taxón de Gara Samani \| \| \| \| \| \| Sigilmassasaurus brevicollis \| \| \| \| \| \| Spinosaurus aegyptiacus \| \| \| \| |
|              | \| \| Taxón de Gara Samani \| \| \| \| \| \| Sigilmassasaurus brevicollis \| \| \| \| \| \| Spinosaurus aegyptiacus \| \| \| \| |
|              | Taxón de Gara Samani |
|              | |
|              | Sigilmassasaurus brevicollis |
|              | |
|              | Spinosaurus aegyptiacus |
|              | |

|  | Taxón de Gara Samani         |
|  |                              |
|  | Sigilmassasaurus brevicollis |
|  |                              |
|  | Spinosaurus aegyptiacus      |
|  |                              |

|              | Irritator challengeri |
|              | |
|              | Oxalaia quilombensis |
|              | |
| Spinosaurini | \| \| Taxón de Gara Samani \| \| \| \| \| \| Sigilmassasaurus brevicollis \| \| \| \| \| \| Spinosaurus aegyptiacus \| \| \| \| |
|              | \| \| Taxón de Gara Samani \| \| \| \| \| \| Sigilmassasaurus brevicollis \| \| \| \| \| \| Spinosaurus aegyptiacus \| \| \| \| |
|              | Taxón de Gara Samani |
|              | |
|              | Sigilmassasaurus brevicollis |
|              | |
|              | Spinosaurus aegyptiacus |
|              | |

|  | Taxón de Gara Samani         |
|  |                              |
|  | Sigilmassasaurus brevicollis |
|  |                              |
|  | Spinosaurus aegyptiacus      |
|  |                              |

|              | Irritator challengeri |
|              | |
|              | Oxalaia quilombensis |
|              | |
| Spinosaurini | \| \| Taxón de Gara Samani \| \| \| \| \| \| Sigilmassasaurus brevicollis \| \| \| \| \| \| Spinosaurus aegyptiacus \| \| \| \| |
|              | \| \| Taxón de Gara Samani \| \| \| \| \| \| Sigilmassasaurus brevicollis \| \| \| \| \| \| Spinosaurus aegyptiacus \| \| \| \| |
|              | Taxón de Gara Samani |
|              | |
|              | Sigilmassasaurus brevicollis |
|              | |
|              | Spinosaurus aegyptiacus |
|              | |

|  | Taxón de Gara Samani         |
|  |                              |
|  | Sigilmassasaurus brevicollis |
|  |                              |
|  | Spinosaurus aegyptiacus      |
|  |                              |

|              | Irritator challengeri |
|              | |
|              | Oxalaia quilombensis |
|              | |
| Spinosaurini | \| \| Taxón de Gara Samani \| \| \| \| \| \| Sigilmassasaurus brevicollis \| \| \| \| \| \| Spinosaurus aegyptiacus \| \| \| \| |
|              | \| \| Taxón de Gara Samani \| \| \| \| \| \| Sigilmassasaurus brevicollis \| \| \| \| \| \| Spinosaurus aegyptiacus \| \| \| \| |
|              | Taxón de Gara Samani |
|              | |
|              | Sigilmassasaurus brevicollis |
|              | |
|              | Spinosaurus aegyptiacus |
|              | |

|  | Taxón de Gara Samani         |
|  |                              |
|  | Sigilmassasaurus brevicollis |
|  |                              |
|  | Spinosaurus aegyptiacus      |
|  |                              |

|              | Irritator challengeri |
|              | |
|              | Oxalaia quilombensis |
|              | |
| Spinosaurini | \| \| Taxón de Gara Samani \| \| \| \| \| \| Sigilmassasaurus brevicollis \| \| \| \| \| \| Spinosaurus aegyptiacus \| \| \| \| |
|              | \| \| Taxón de Gara Samani \| \| \| \| \| \| Sigilmassasaurus brevicollis \| \| \| \| \| \| Spinosaurus aegyptiacus \| \| \| \| |
|              | Taxón de Gara Samani |
|              | |
|              | Sigilmassasaurus brevicollis |
|              | |
|              | Spinosaurus aegyptiacus |
|              | |

|  | Taxón de Gara Samani         |
|  |                              |
|  | Sigilmassasaurus brevicollis |
|  |                              |
|  | Spinosaurus aegyptiacus      |
|  |                              |

|              | Irritator challengeri |
|              | |
|              | Oxalaia quilombensis |
|              | |
| Spinosaurini | \| \| Taxón de Gara Samani \| \| \| \| \| \| Sigilmassasaurus brevicollis \| \| \| \| \| \| Spinosaurus aegyptiacus \| \| \| \| |
|              | \| \| Taxón de Gara Samani \| \| \| \| \| \| Sigilmassasaurus brevicollis \| \| \| \| \| \| Spinosaurus aegyptiacus \| \| \| \| |
|              | Taxón de Gara Samani |
|              | |
|              | Sigilmassasaurus brevicollis |
|              | |
|              | Spinosaurus aegyptiacus |
|              | |

|  | Taxón de Gara Samani         |
|  |                              |
|  | Sigilmassasaurus brevicollis |
|  |                              |
|  | Spinosaurus aegyptiacus      |
|  |                              |

|              | Irritator challengeri |
|              | |
|              | Oxalaia quilombensis |
|              | |
| Spinosaurini | \| \| Taxón de Gara Samani \| \| \| \| \| \| Sigilmassasaurus brevicollis \| \| \| \| \| \| Spinosaurus aegyptiacus \| \| \| \| |
|              | \| \| Taxón de Gara Samani \| \| \| \| \| \| Sigilmassasaurus brevicollis \| \| \| \| \| \| Spinosaurus aegyptiacus \| \| \| \| |
|              | Taxón de Gara Samani |
|              | |
|              | Sigilmassasaurus brevicollis |
|              | |
|              | Spinosaurus aegyptiacus |
|              | |

|  | Taxón de Gara Samani         |
|  |                              |
|  | Sigilmassasaurus brevicollis |
|  |                              |
|  | Spinosaurus aegyptiacus      |
|  |                              |

|              | Irritator challengeri |
|              | |
|              | Oxalaia quilombensis |
|              | |
| Spinosaurini | \| \| Taxón de Gara Samani \| \| \| \| \| \| Sigilmassasaurus brevicollis \| \| \| \| \| \| Spinosaurus aegyptiacus \| \| \| \| |
|              | \| \| Taxón de Gara Samani \| \| \| \| \| \| Sigilmassasaurus brevicollis \| \| \| \| \| \| Spinosaurus aegyptiacus \| \| \| \| |
|              | Taxón de Gara Samani |
|              | |
|              | Sigilmassasaurus brevicollis |
|              | |
|              | Spinosaurus aegyptiacus |
|              | |

|  | Taxón de Gara Samani         |
|  |                              |
|  | Sigilmassasaurus brevicollis |
|  |                              |
|  | Spinosaurus aegyptiacus      |
|  |                              |

|  | Baryonyx walkeri      |
|  |                       |
|  | Suchomimus tenerensis |
|  |                       |

|              | Irritator challengeri |
|              | |
|              | Oxalaia quilombensis |
|              | |
| Spinosaurini | \| \| Taxón de Gara Samani \| \| \| \| \| \| Sigilmassasaurus brevicollis \| \| \| \| \| \| Spinosaurus aegyptiacus \| \| \| \| |
|              | \| \| Taxón de Gara Samani \| \| \| \| \| \| Sigilmassasaurus brevicollis \| \| \| \| \| \| Spinosaurus aegyptiacus \| \| \| \| |
|              | Taxón de Gara Samani |
|              | |
|              | Sigilmassasaurus brevicollis |
|              | |
|              | Spinosaurus aegyptiacus |
|              | |

|  | Taxón de Gara Samani         |
|  |                              |
|  | Sigilmassasaurus brevicollis |
|  |                              |
|  | Spinosaurus aegyptiacus      |
|  |                              |

|              | Irritator challengeri |
|              | |
|              | Oxalaia quilombensis |
|              | |
| Spinosaurini | \| \| Taxón de Gara Samani \| \| \| \| \| \| Sigilmassasaurus brevicollis \| \| \| \| \| \| Spinosaurus aegyptiacus \| \| \| \| |
|              | \| \| Taxón de Gara Samani \| \| \| \| \| \| Sigilmassasaurus brevicollis \| \| \| \| \| \| Spinosaurus aegyptiacus \| \| \| \| |
|              | Taxón de Gara Samani |
|              | |
|              | Sigilmassasaurus brevicollis |
|              | |
|              | Spinosaurus aegyptiacus |
|              | |

|  | Taxón de Gara Samani         |
|  |                              |
|  | Sigilmassasaurus brevicollis |
|  |                              |
|  | Spinosaurus aegyptiacus      |
|  |                              |

|              | Irritator challengeri |
|              | |
|              | Oxalaia quilombensis |
|              | |
| Spinosaurini | \| \| Taxón de Gara Samani \| \| \| \| \| \| Sigilmassasaurus brevicollis \| \| \| \| \| \| Spinosaurus aegyptiacus \| \| \| \| |
|              | \| \| Taxón de Gara Samani \| \| \| \| \| \| Sigilmassasaurus brevicollis \| \| \| \| \| \| Spinosaurus aegyptiacus \| \| \| \| |
|              | Taxón de Gara Samani |
|              | |
|              | Sigilmassasaurus brevicollis |
|              | |
|              | Spinosaurus aegyptiacus |
|              | |

|  | Taxón de Gara Samani         |
|  |                              |
|  | Sigilmassasaurus brevicollis |
|  |                              |
|  | Spinosaurus aegyptiacus      |
|  |                              |

|              | Irritator challengeri |
|              | |
|              | Oxalaia quilombensis |
|              | |
| Spinosaurini | \| \| Taxón de Gara Samani \| \| \| \| \| \| Sigilmassasaurus brevicollis \| \| \| \| \| \| Spinosaurus aegyptiacus \| \| \| \| |
|              | \| \| Taxón de Gara Samani \| \| \| \| \| \| Sigilmassasaurus brevicollis \| \| \| \| \| \| Spinosaurus aegyptiacus \| \| \| \| |
|              | Taxón de Gara Samani |
|              | |
|              | Sigilmassasaurus brevicollis |
|              | |
|              | Spinosaurus aegyptiacus |
|              | |

|  | Taxón de Gara Samani         |
|  |                              |
|  | Sigilmassasaurus brevicollis |
|  |                              |
|  | Spinosaurus aegyptiacus      |
|  |                              |

|              | Irritator challengeri |
|              | |
|              | Oxalaia quilombensis |
|              | |
| Spinosaurini | \| \| Taxón de Gara Samani \| \| \| \| \| \| Sigilmassasaurus brevicollis \| \| \| \| \| \| Spinosaurus aegyptiacus \| \| \| \| |
|              | \| \| Taxón de Gara Samani \| \| \| \| \| \| Sigilmassasaurus brevicollis \| \| \| \| \| \| Spinosaurus aegyptiacus \| \| \| \| |
|              | Taxón de Gara Samani |
|              | |
|              | Sigilmassasaurus brevicollis |
|              | |
|              | Spinosaurus aegyptiacus |
|              | |

|  | Taxón de Gara Samani         |
|  |                              |
|  | Sigilmassasaurus brevicollis |
|  |                              |
|  | Spinosaurus aegyptiacus      |
|  |                              |

|              | Irritator challengeri |
|              | |
|              | Oxalaia quilombensis |
|              | |
| Spinosaurini | \| \| Taxón de Gara Samani \| \| \| \| \| \| Sigilmassasaurus brevicollis \| \| \| \| \| \| Spinosaurus aegyptiacus \| \| \| \| |
|              | \| \| Taxón de Gara Samani \| \| \| \| \| \| Sigilmassasaurus brevicollis \| \| \| \| \| \| Spinosaurus aegyptiacus \| \| \| \| |
|              | Taxón de Gara Samani |
|              | |
|              | Sigilmassasaurus brevicollis |
|              | |
|              | Spinosaurus aegyptiacus |
|              | |

|  | Taxón de Gara Samani         |
|  |                              |
|  | Sigilmassasaurus brevicollis |
|  |                              |
|  | Spinosaurus aegyptiacus      |
|  |                              |

|              | Irritator challengeri |
|              | |
|              | Oxalaia quilombensis |
|              | |
| Spinosaurini | \| \| Taxón de Gara Samani \| \| \| \| \| \| Sigilmassasaurus brevicollis \| \| \| \| \| \| Spinosaurus aegyptiacus \| \| \| \| |
|              | \| \| Taxón de Gara Samani \| \| \| \| \| \| Sigilmassasaurus brevicollis \| \| \| \| \| \| Spinosaurus aegyptiacus \| \| \| \| |
|              | Taxón de Gara Samani |
|              | |
|              | Sigilmassasaurus brevicollis |
|              | |
|              | Spinosaurus aegyptiacus |
|              | |

|  | Taxón de Gara Samani         |
|  |                              |
|  | Sigilmassasaurus brevicollis |
|  |                              |
|  | Spinosaurus aegyptiacus      |
|  |                              |

|              | Irritator challengeri |
|              | |
|              | Oxalaia quilombensis |
|              | |
| Spinosaurini | \| \| Taxón de Gara Samani \| \| \| \| \| \| Sigilmassasaurus brevicollis \| \| \| \| \| \| Spinosaurus aegyptiacus \| \| \| \| |
|              | \| \| Taxón de Gara Samani \| \| \| \| \| \| Sigilmassasaurus brevicollis \| \| \| \| \| \| Spinosaurus aegyptiacus \| \| \| \| |
|              | Taxón de Gara Samani |
|              | |
|              | Sigilmassasaurus brevicollis |
|              | |
|              | Spinosaurus aegyptiacus |
|              | |

|  | Taxón de Gara Samani         |
|  |                              |
|  | Sigilmassasaurus brevicollis |
|  |                              |
|  | Spinosaurus aegyptiacus      |
|  |                              |